# Annals of the Entomological Society of America
Annals of the Entomological Society of America — американский научный журнал, орган Энтомологического общества Америки, печатающий статьи по проблемам энтомологии и всестороннему исследованию насекомых и некоторых других членистоногих. Основан в 1908 году. Издаётся совместно с издательством Оксфордского университета.

## История
Журнал является печатным органом Энтомологического общества Америки (Entomological Society of America) и основан в 1908 году. Журнал в 2009 году вошёл в Список 100 самых влиятельных журналов биологии и медицины за последние 100 лет по данным Special Libraries Association. 
Журнал выходит один раз в 2 месяца (январь, март, май, июль, сентябрь, ноябрь). Кроме основного раздела с исследовательскими статьями, в журнале есть и другие разделы: Letters to the Editor, Forum section, Book Reviews, Review Articles.
- Главный редактор (2010-2016): Lawrence E. Hurd, Department of Biology, Washington & Lee University, Lexington, VA 24450

В 2016 году опубликован 109-й том.

## ISSN
- ISSN 0013-8746